# Dineutus longiventris
Dineutus longiventris là một loài bọ cánh cứng trong họ van Gyrinidae. Loài này được Heer miêu tả khoa học năm 1862.